# Obišovce
Obišovce (bis 1954 „Obyšovce“; ungarisch Abos) ist eine Gemeinde im Osten der Slowakei mit 482 Einwohnern (Stand 31. Dezember 2024), die zum Okres Košice-okolie, einem Teil des Košický kraj, gehört.

## Geographie

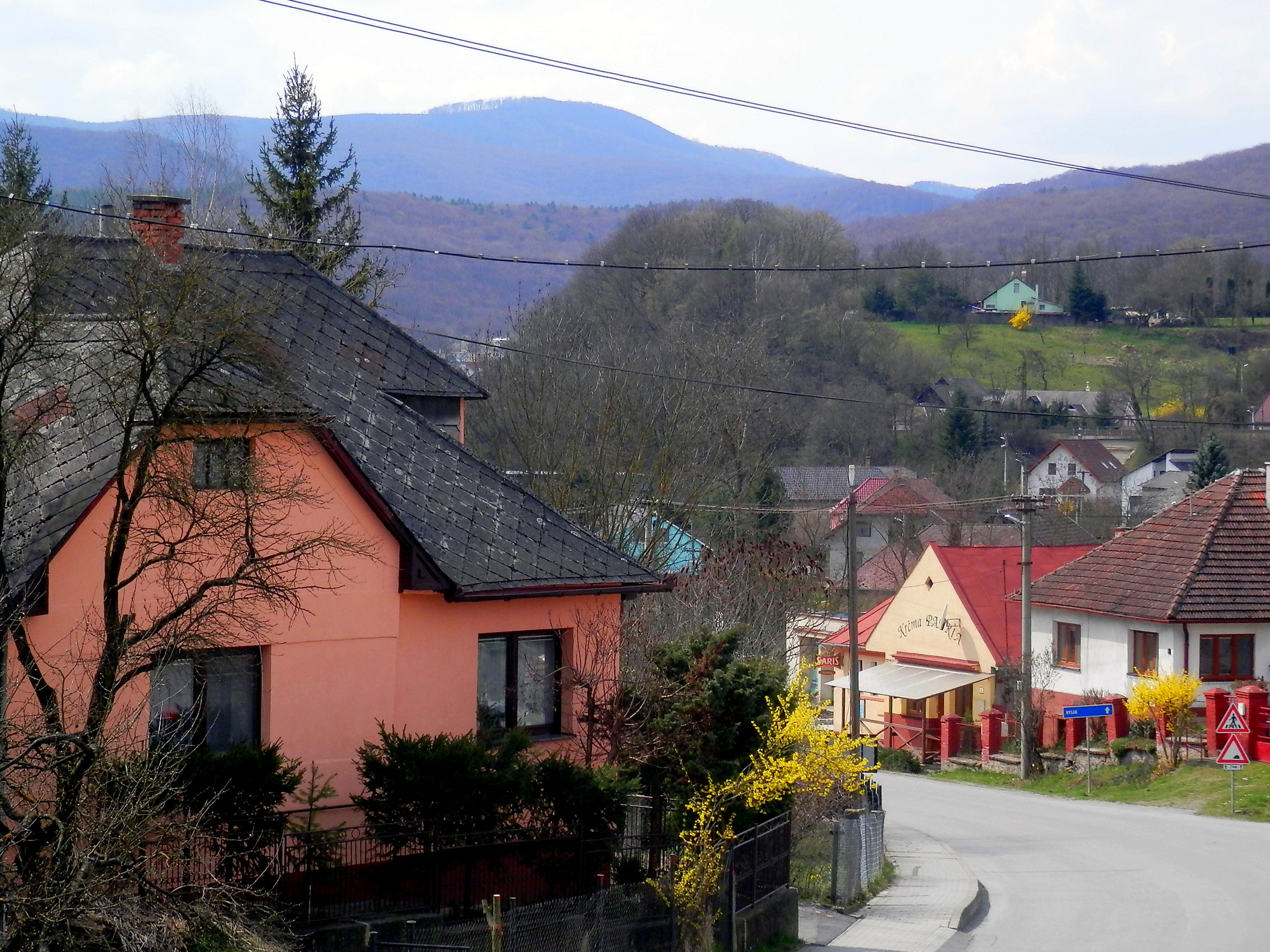
Straßenblick in Obišovce

Die Gemeinde befindet sich im nördlichen Ausläufer des Talkessels Košická kotlina, an der Mündung der Svinka in den Hornád. Die unmittelbare Umgebung des bebauten Ortsgebiets ist hügellandartig, während es weiter westlich durch das Gebirge Čierna hora bergig geprägt und durch Buchenwald bedeckt ist. Etwa drei Kilometer östlich des Ortes verläuft die zu Hornád parallel fließende Torysa. Das Ortszentrum liegt auf einer Höhe von 279 m n.m. und ist 20 Kilometer von Prešov sowie 22 Kilometer von Košice entfernt.
Nachbargemeinden sind Ličartovce im Norden, Drienov im Osten, Lemešany im Südosten, Kysak im Süden und Südwesten sowie Veľká Lodina und Ľubovec im Westen.

## Geschichte

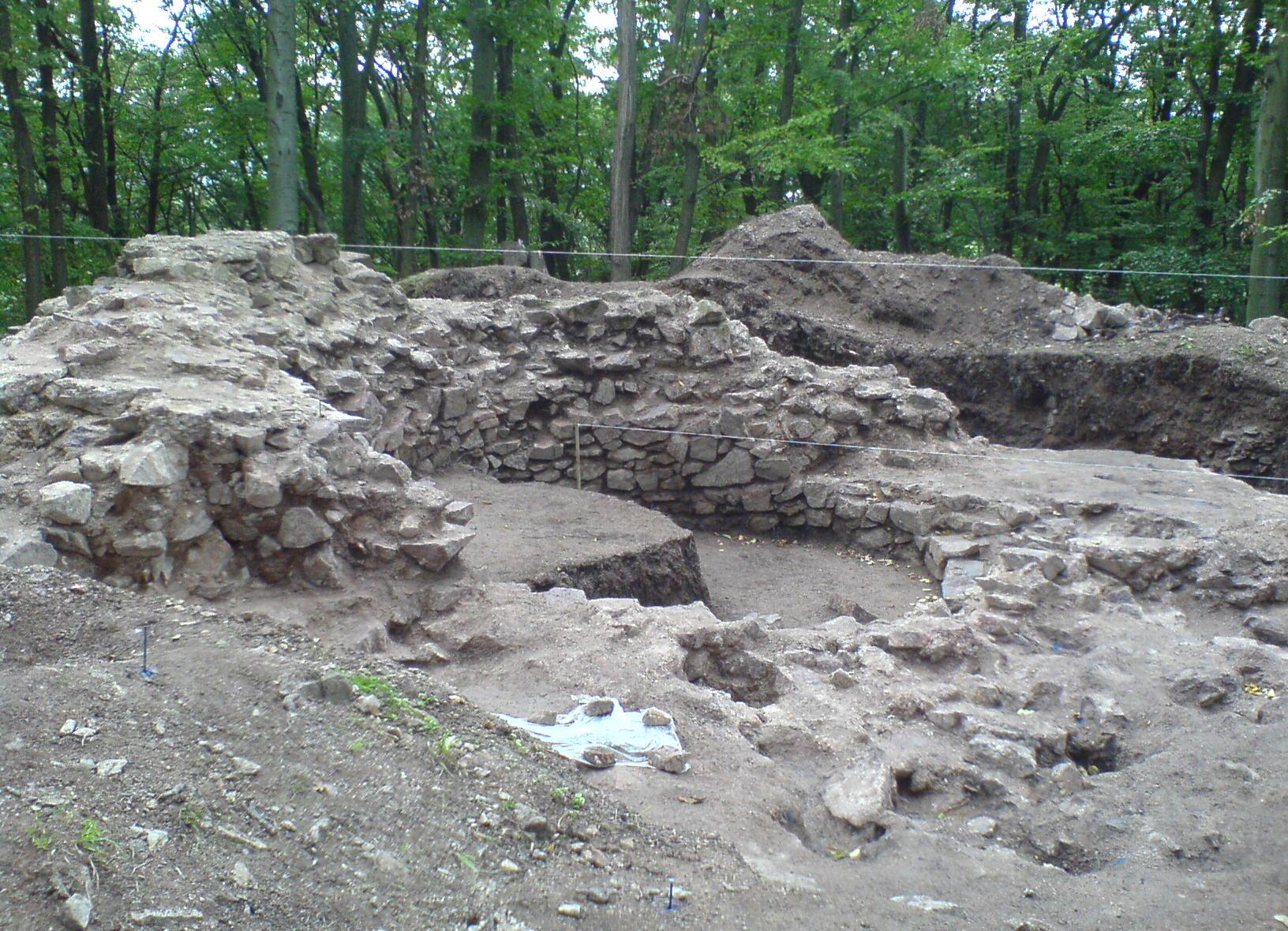
Restaurierte Reste der mittelalterlichen Burg

Von einer altertümlichen Besiedlung des Gebiets an der Mündung der Svinka zeigen freigelegte Funde aus der Bronzezeit, Hallstattzeit und Römerzeit dazu gab es eine Siedlung aus der Zeit des Mährerreichs.
Der heutige Ort wurde zum ersten Mal 1289 als Obus schriftlich erwähnt. Bis zum 15. Jahrhundert stand nördlich von Obišovce eine Steinburg aus dem 13. Jahrhundert. Zur Zeit der ersten schriftlichen Erwähnung war das Dorf Besitz des Geschlechts Aba, weitere Gutsherren stammten aus der adligen Familie von Budimír und aus dem Geschlecht Somosy (bis zum 16. Jahrhundert). Von 17. bis zum 19. Jahrhundert waren Geschlechter wie Segney, Sztáray, Görgey, Károlyi, Okolicsányi, Máriássy und Péchy Gutsherren. 1828 zählte man 84 Häuser und 612 Einwohner, die als Holzfäller und Landwirte beschäftigt waren.
Bis 1918/1919 gehörte der im Komitat Sáros liegende Ort zum Königreich Ungarn und kam danach zur Tschechoslowakei beziehungsweise heute Slowakei.

## Bevölkerung
| Jahr                | 1994 | 2004    | 2014     | 2024    |
| ------------------- | ---- | ------- | -------- | ------- |
| Anzahl der Personen | 384  | 385     | 445      | 482     |
| Unterschied         |      | +0,26 % | +15,58 % | +8,31 % |

| Jahr                | 2023 | 2024    |
| ------------------- | ---- | ------- |
| Anzahl der Personen | 483  | 482     |
| Unterschied         |      | −0,20 % |

Gemäß der Volkszählung 2011 wohnten in Obišovce 422 Einwohner, davon 398 Slowaken, jeweils zwei Magyaren und Tschechen sowie jeweils ein Mährer und Russine. Ein Einwohner gab eine andere Ethnie an und 23 Einwohner machten keine Angabe zur Ethnie. 
257 Einwohner bekannten sich zur römisch-katholischen Kirche, 98 Einwohner zur Evangelischen Kirche A. B., 11 Einwohner zur griechisch-katholischen Kirche, zwei Einwohner zur Bahai-Religion sowie jeweils ein Einwohner zur orthodoxen Kirche und zur reformierten Kirche. 30 Einwohner waren konfessionslos und bei 22 Einwohnern wurde die Konfession nicht ermittelt.

## Bauwerke

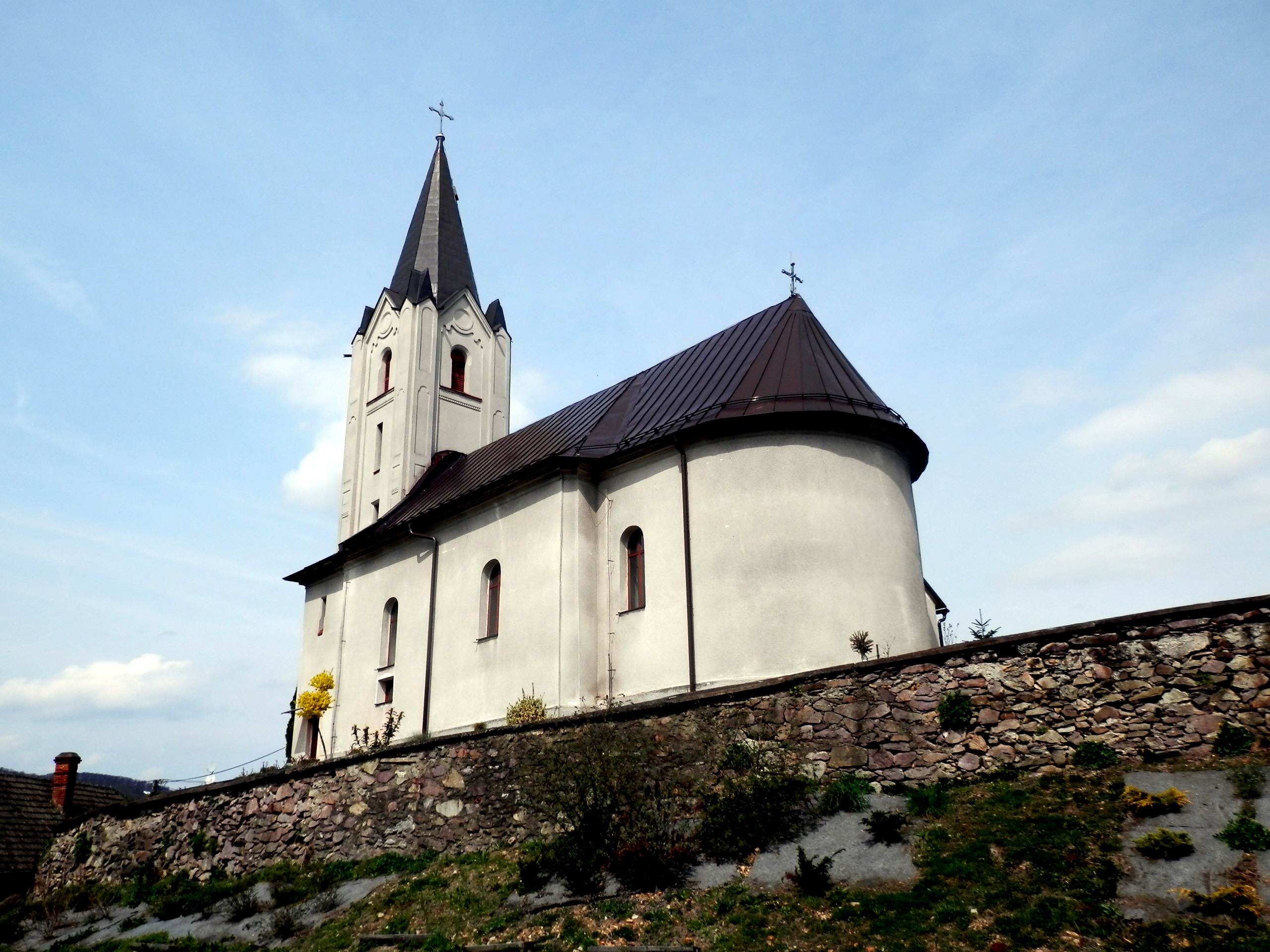
Evangelische Toleranzkirche

- Ruinen der mittelalterlichen Burg nördlich des Ortes
- römisch-katholische Kirche Maria vom Rosenkranz aus dem 16. Jahrhundert
- evangelische Toleranzkirche aus dem Jahr 1789

## Verkehr
Der Ort Obišovce selbst liegt an der Kreuzung zweier Straßen 3. Ordnung, somit kann man nach Kysak, Ruské Pekľany oder Lemešany gelangen; beim letztgenannten Ort besteht Anschluss an die Cesta I. triedy 20 sowie an die Autobahn D1 (E 50). 
Östlich des Ortskerns liegt eine Haltestelle an der Bahnstrecke Kysak–Muszyna, zudem besteht im zwei Kilometer entfernten Bahnhof Kysak Anschluss an die Bahnstrecke Košice–Žilina.